# Kvitfjell
Kvitfjell est une station de sports d'hiver norvégienne, créée en pleine nature à l'occasion des Jeux olympiques de Lillehammer 1994. Bernhard Russi y a conçu la piste de vitesse Olympiabakken où la Coupe du monde fait désormais étape chaque saison.
Il s'agit d'une des stations les plus modernes du pays, où 80 % des pistes de ski alpin (20 km) sont couvertes de neige artificielle, de plus elle est dotée d'un snowpark et de 400 km de pistes de ski de fond, enfin l'accueil et la qualité des hôtels y sont présents.
La station se trouve à proximité de Lillehammer et de Hafjell.

## Histoire

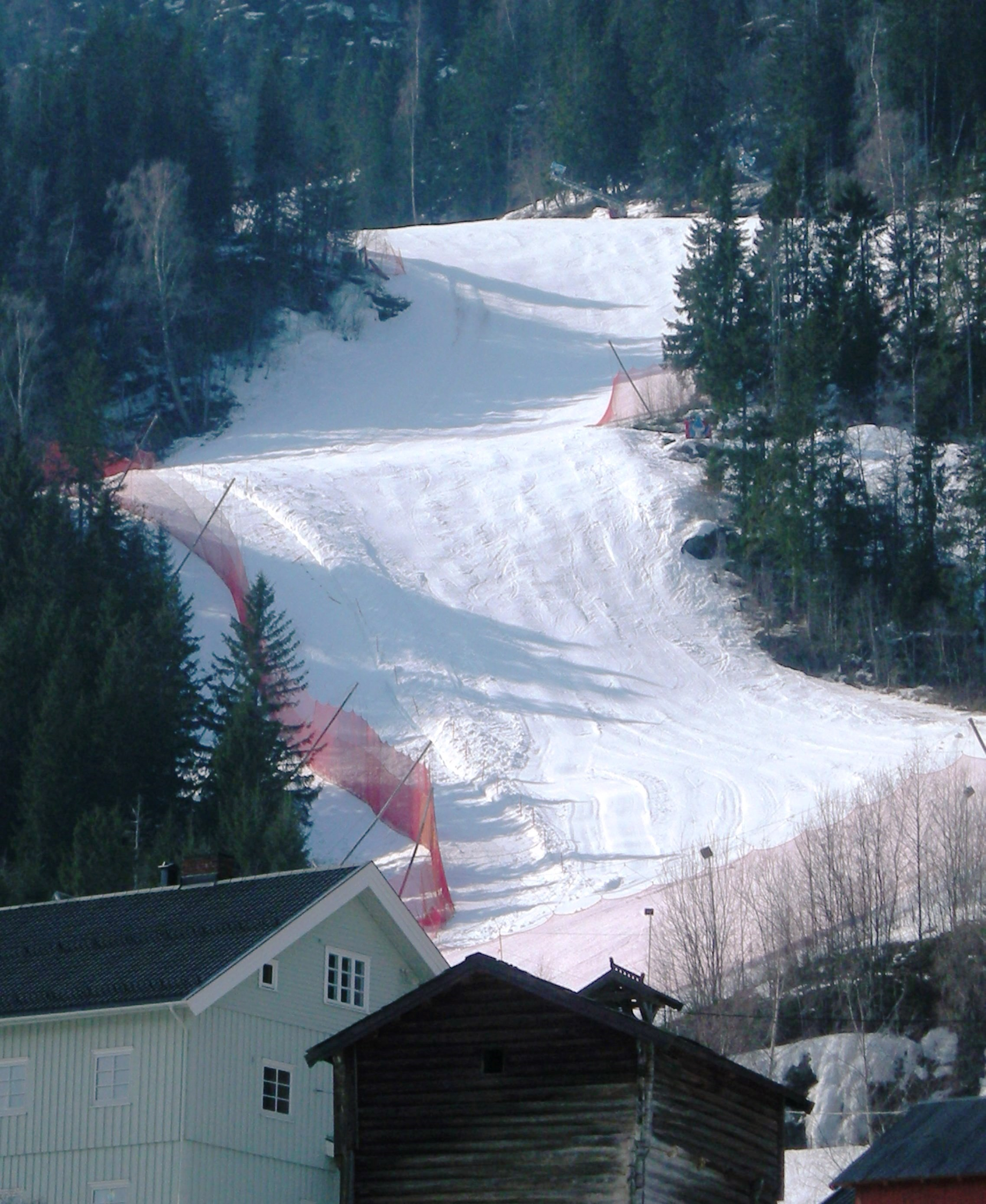
Vue d'une piste de Kvitfjell.

La station est créée à l'occasion des Jeux olympiques de Lillehammer pour accueillir les épreuves de vitesse de ski alpin. Le site du stade olympique est choisi avec l'aide de l'architecte des pistes de descentes olympiques Bernhard Russi, en décembre 1989, puis validé par le parlement norvégien en avril 1990. L’essentiel des travaux a lieu en 1991, jusqu'à l’inauguration du site en décembre. Il est composé de la piste olympique Olympiabakken et de deux pistes d'échauffements et l'aire d'arrivée à une capacité d’accueil de 41 000 personnes. La création de la piste olympique de descente de 3 km s'est faite en rasant une forêt de pin, ce qui constitue la principale atteinte à la nature des Jeux de Lillehammer, voulus écologiques. Kjetil Jansrud, quasiment « régional de l'étape » y détient un record avec sept victoires en descente et Super G entre 2012 et 2018.

## Installations
La station propose un domaine de 31 km de ski alpin, composé de 35 pistes et desservi par 12 remontés mécaniques. Son altitude varie de 200 m à 1 054 m à son sommet.

## Événements accueillis
- Jeux olympiques d'hiver de 1994 : descentes hommes et femmes.

### Coupe du monde de ski alpin
À la suite de l'organisation des Jeux olympiques d'hiver de 1994, l'Olympiabakken devient une piste incontournable du calendrier messieurs pour les épreuves de vitesse (Descente et Super G), avec une seule interruption en 2006. Les femmes quant à elles ne se sont retrouvées qu'à trois reprises à Kvitfjell.
Lors de la coupe du monde de 1995-1996, Kvitfjell accueille les finales de la saison, ainsi c'est la seule fois qu'une manche de slalom et de géant y sont disputées.